# قبرة قصيرة الأصابع

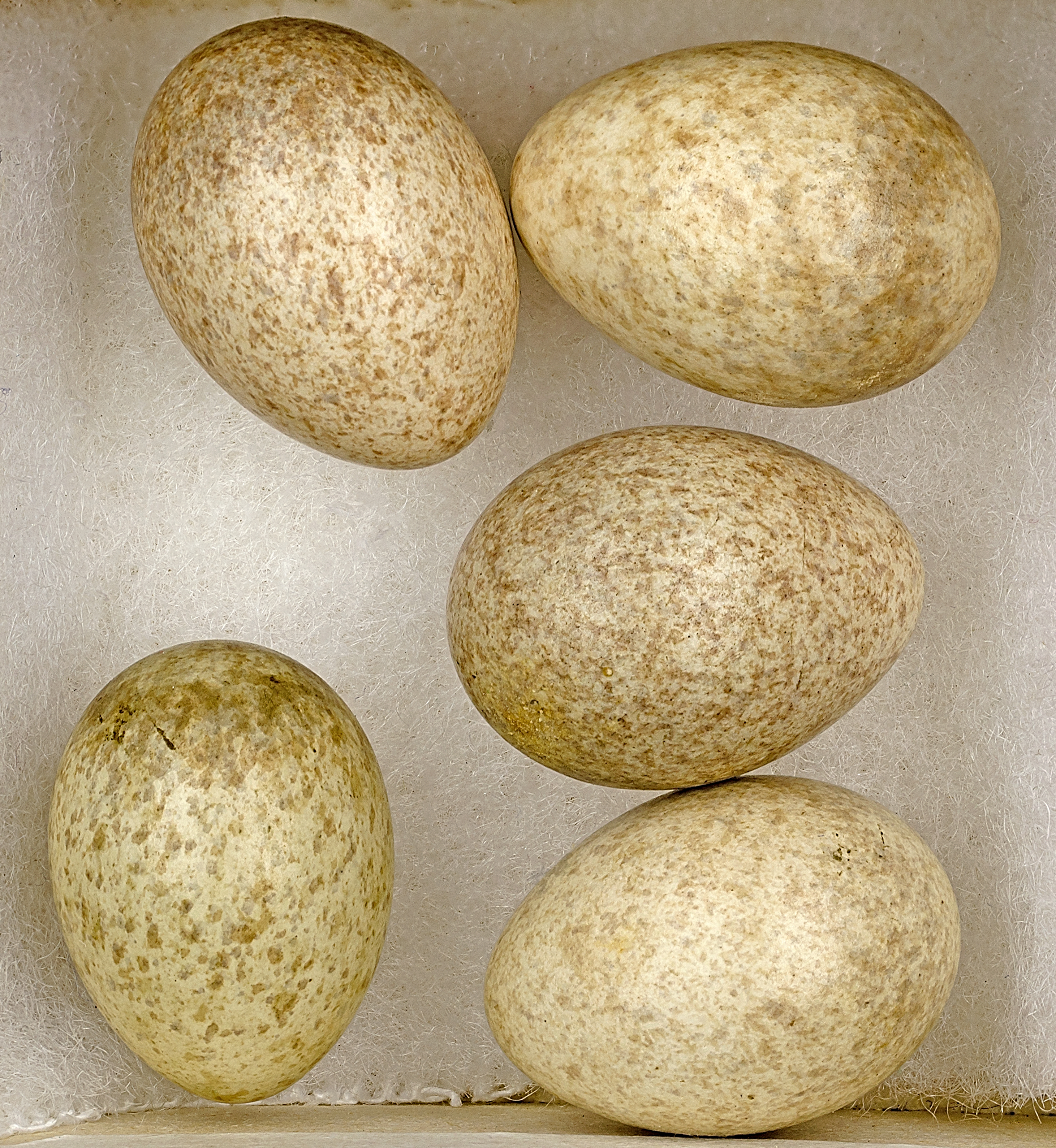
Calandrella brachydactyla

قبرة قصيرة الأصابع (الاسم العلمي: Calandrella brachydactyla) (بالإنجليزية: Greater Short-toed Lark)‏، هو طائر ينتمي إلى فصيلة القبريات (الاسم العلمي: Alaudidae).